# Katia Suman
Katia Suman (Salvador, 8 de julho de 1957) é uma jornalista, comunicadora e produtora cultural brasileira. 

## Biografia
É graduada em Ciências Sociais pela PUCRS, Mestre em Comunicação Social pela Unisinos e doutoranda em Letras pela UFRGS. Filha de Daurecy Fróes e Fernando Rui Suman, jogador de futebol conhecido pelo apelido de Gago, Katia nasceu em Salvador, onde seu pai atuava no Esporte Clube Vitória, mas com poucos meses de idade mudou-se com a família para Porto Alegre. Estudou no Colégio Júlio de Castilhos, onde fez um curso de redatora publicitária. Com 18 anos começou a trabalhar com publicidade em São Paulo, onde viveria sete anos, iniciando também estudos superiores de Letras, que abandonou antes de concluir. No mesmo período fez algumas experiências com teatro.
Nesta altura veio a conhecer a Difusora FM (depois Ipanema FM) de Porto Alegre, que mantinha uma programação diferenciada. Apresentando uma proposta de trabalho privilegiando a música brasileira, foi contratada em 1983. Na Ipanema permaneceria por muitos anos, assumindo diversas funções e ganhando renome como locutora, comentarista e programadora musical, apoiando músicos e bandas emergentes e prestigiando na programação uma variedade de gêneros. Contribuiu de forma importante para consolidar o prestígio da Rádio Ipanema, e nas palavras de Luiz Artur Ferraretto, a locutora era extremamente popular "graças à sua performance ao microfone nas noites dos 94,9 MHz, quando abre espaço para os, na sua expressão frequente, 'radiouvintes', em conversas que variam do hilário a uma profundidade 'papo-cabeça', não usual na programação jovem de consumo rápido de outras estações. Na gerência de programação da rádio, Katia aprofunda o posicionamento de mercado da emissora, que passa a se autodefinir como uma estação voltada ao 'segmento AB Rock Forever Young', em outras palavras: rock, a música, e atitude rock, a rebeldia, para todas as idades".
Depois lançou uma emissora própria na internet, a Rádio Elétrica, centrada em temas ligados à sustentabilidade, consumo, comportamento, leis, política, ativismo e urbanismo; trabalhou na TV COM apresentando o Programa Camarote, na FM Cultura, na Pop Rock FM, e na Unisinos FM.
Foi a idealizadora e desde o início tem sido um dos organizadores e apresentadores do Sarau Elétrico, projeto de música e literatura realizado desde 1999 no Bar Ocidente, que gerou um livro e ficou entre os finalistas do Prêmio VivaLeitura de 2014, promovido conjuntamente pela Organização dos Estados Ibero-Americanos, o Ministério da Cultura e o Ministério da Educação. Até aquela data havia realizado mais de 700 apresentações e alcançado cerca de 50 mil pessoas. É membro fundador dos coletivos Ocupa Cais Mauá e Cais Mauá de Todos, que lutam para preservar o sítio histórico e paisagístico do Cais Mauá contra um projeto oficial de revitalização que tem causado uma grande polêmica.
Katia Suman é considerada uma das vozes mais conhecidas do rádio rio-grandense. Recebeu o Prêmio Joaquim Felizardo de 2007 na categoria Mídias Culturais/Rádio, homenagem que reconhece relevantes contribuições culturais; foi uma das finalistas do Troféu Mulher IMPRENSA de 2011, na categoria Âncora de Rádio, e uma das personalidades destacadas pelo projeto Vozes do Rádio, mantido pela Faculdade de Comunicação Social da PUCRS. Foi jurada do Prêmio Açorianos de Literatura de 2009 e do concurso Poemas no Ônibus e no Trem de 2015, mantido pela Prefeitura, e tem sido convidada de vários eventos artísticos e culturais. Sua forte ligação com a capital do estado e o trabalho cultural que desenvolve foram reconhecidos pela Câmara de Vereadores, que em 2010 lhe concedeu o título de Cidadã de Porto Alegre.